# Matías Concha
Matías Concha (Malmö, 31 maart 1980) is een Zweedse voetballer van Chileense afkomst. Hij speelt sinds 2007 als verdediger voor de Duitse Bundesligist VfL Bochum.

## Interlandcarrière
Concha speelde acht interlands voor Zweden in de periode 2006-2008. Hij speelde onder leiding van bondscoach Lars Lagerbäck zijn eerste interland op 23 januari 2006 tegen Jordanië, net als John Alvbåge (Viborg FF) en Andreas Granqvist (Helsingborgs IF).
| Interlands van Matías Concha voor Zweden | Interlands van Matías Concha voor Zweden | Interlands van Matías Concha voor Zweden | Interlands van Matías Concha voor Zweden | Interlands van Matías Concha voor Zweden | Interlands van Matías Concha voor Zweden |
| №                                        | Datum                                    | Wedstrijd                                | Uitslag                                  | Competitie                               | Goals                                    |
| Als speler van Djurgårdens IF            | Als speler van Djurgårdens IF            | Als speler van Djurgårdens IF            | Als speler van Djurgårdens IF            | Als speler van Djurgårdens IF            | Als speler van Djurgårdens IF            |
| ---------------------------------------- | ---------------------------------------- | ---------------------------------------- | ---------------------------------------- | ---------------------------------------- | ---------------------------------------- |
| 1                                        | 23 januari 2006                          | Jordanië – Zweden                        | 0 – 0                                    | Vriendschappelijk                        | 0                                        |
| 2                                        | 14 januari 2007                          | Venezuela – Zweden                       | 2 – 0                                    | Vriendschappelijk                        | 0                                        |
| 3                                        | 18 januari 2007                          | Ecuador – Zweden                         | 2 – 1                                    | Vriendschappelijk                        | 0                                        |
| 4                                        | 21 januari 2007                          | Ecuador – Zweden                         | 1 – 1                                    | Vriendschappelijk                        | 0                                        |
| Als speler van VfL Bochum                |                                          |                                          |                                          |                                          |                                          |
| 5                                        | 22 augustus 2007                         | Zweden – Verenigde Staten                | 1 – 0                                    | Vriendschappelijk                        | 0                                        |
| 6                                        | 13 oktober 2007                          | Liechtenstein – Zweden                   | 0 – 3                                    | EK-kwalificatie                          | 0                                        |
| 7                                        | 17 oktober 2007                          | Zweden – Noord-Ierland                   | 1 – 1                                    | EK-kwalificatie                          | 0                                        |
| 8                                        | 6 februari 2008                          | Turkije – Zweden                         | 0 – 0                                    | Vriendschappelijk                        | 0                                        |

## Erelijst
Malmö FF
- Zweeds landskampioen

2013, 2014